# Decarthrocerus bambusicus
Decarthrocerus bambusicus är en skalbaggsart som beskrevs av Perkins 2009. Decarthrocerus bambusicus ingår i släktet Decarthrocerus och familjen vattenbrynsbaggar. Inga underarter finns listade i Catalogue of Life.